# Teddy Jonasson
Teddy Jonasson, född den 1 juni 1958, död 2014, var en svensk friidrottare (mångkamp). Han tävlade för Rånäs 4H och blev svensk mästare i femkamp 1985.